# Jason Lowndes
Jason Lowndes   (Kalgoorlie, 14 de desembre de 1994 - Bendigo, 22 de desembre de 2017) fou un ciclista australià. Professional des del 2015, militava a l'equip Israel Cycling Academy quan un cotxe li provocà la mort mentre s'entrenava a Austràlia el desembre de 2017.